# لکی مروت
لکی مروت (به انگلیسی: Lakki Marwat) یک ناحیه در پاکستان است که در ناحیه لکی واقع شده‌است. لکی مروت ۲۵۵ متر بالاتر از سطح دریا واقع شده‌است.